# Nati nel 1744
| Questa pagina contiene informazioni ricavate automaticamente dalle voci biografiche con l'ausilio del template Bio e di un bot. L'aggiornamento è periodico e automatico e ricostruisce completamente la pagina. Se manca una persona in questa lista, sei pregato di non aggiungerla, ma accertati piuttosto che la sua voce biografica contenga il template Bio e che i dati anagrafici siano correttamente compilati. Se il template Bio manca, inseriscilo tu stesso o, in alternativa, metti l'avviso {{tmp\|Bio}} che ne segnala la mancanza. Se i dati riportati sono sbagliati, correggi direttamente la voce biografica; le modifiche saranno visibili in questa lista entro pochi giorni. Per chiarimenti vedi il progetto biografie. La lista contiene solo le 161 persone che sono citate nell'enciclopedia e per le quali è stato implementato correttamente il template Bio. Pagina aggiornata al 2 lug 2025. |

## Gennaio(5)
- 5 gennaio - Gaspar Melchor de Jovellanos, politico, scrittore e filosofo spagnolo († 1811)
- 10 gennaio - Thomas Mifflin, politico statunitense († 1800)
- 10 gennaio - Chiara Spinelli di Belmonte, pittrice e nobile italiana († 1823)
- 12 gennaio - Giuseppe Pistocchi, architetto italiano († 1814)
- 20 gennaio - Francesco Saverio Passari, arcivescovo cattolico italiano († 1808)

## Febbraio(9)
- 8 febbraio - Karl Theodor von Dalberg, arcivescovo cattolico tedesco († 1817)
- 10 febbraio - William Cornwallis, ammiraglio britannico († 1819)
- 11 febbraio - Giovanni Ansani, tenore italiano († 1826)
- 20 febbraio - Marie-Alexandre Guénin, compositore e violinista francese († 1835)
- 20 febbraio - Alessandro Mattei, cardinale, arcivescovo cattolico e nobile italiano († 1820)
- 21 febbraio - Eise Eisinga, astronomo olandese († 1828)
- 23 febbraio - Mayer Amschel Rothschild, banchiere e imprenditore tedesco († 1812)
- 23 febbraio - Jan van Os, pittore olandese († 1808)
- 28 febbraio - Sebastiano Ayala, presbitero, scrittore e politico italiano († 1817)

## Marzo(6)
- 1º marzo - Charles François Joseph Dugua, generale francese († 1802)
- 19 marzo - Giuseppe Venita, patriota italiano († 1822)
- 24 marzo - Nicola Riganti, cardinale e vescovo cattolico italiano († 1822)
- 26 marzo - Thomas de Mahy de Favras, nobile e politico francese († 1790)
- 27 marzo - Aleksej Ivanovič Musin-Puškin, storico russo († 1817)
- 30 marzo - Louis d'Ussieux, scrittore, storico e giornalista francese († 1805)

## Aprile(9)
- 2 aprile - Tommaso Silvestri, presbitero e educatore italiano († 1789)
- 12 aprile - François-Joseph Bélanger, architetto francese († 1818)
- 17 aprile - John Page, politico statunitense († 1808)
- 19 aprile - José María Pignatelli de Aragón y Gonzaga, militare spagnolo († 1774)
- 20 aprile - Michelangelo Luchi, cardinale italiano († 1802)
- 21 aprile - Bonaventura Gazola, cardinale e vescovo cattolico italiano († 1832)
- 21 aprile - John Meade, I conte di Clanwilliam, nobile irlandese († 1800)
- 22 aprile - Pietro Miliani, imprenditore italiano († 1817)
- 23 aprile - Carlotta Amalia Guglielmina di Schleswig-Holstein-Sonderburg-Plön, principessa tedesca († 1770)

## Maggio(10)
- 3 maggio - Federico III di Salm-Kyrburg, principe tedesco († 1794)
- 4 maggio - Marianna Martines, cantante, pianista e compositrice austriaca († 1812)
- 8 maggio - Nikolaj Ivanovič Novikov, giornalista, letterato e esoterista russo († 1818)
- 11 maggio - Vincenzo Tobia Nicola Bellini, compositore italiano († 1829)
- 11 maggio - José Anastacio da Cunha, matematico portoghese († 1787)
- 11 maggio - Henri Christian Michel Stengel, generale francese († 1796)
- 13 maggio - Abraham Lincoln, militare statunitense († 1786)
- 18 maggio - Pëtr Petrovič Dolgorukov, generale e nobile russo († 1815)
- 19 maggio - Carlotta di Meclemburgo-Strelitz, regina britannica († 1818)
- 19 maggio - Constantine John Phipps, esploratore inglese († 1792)

## Giugno(9)
- 4 giugno - Innico Maria Guevara-Suardo, italiano († 1814)
- 5 giugno - Giovanni Ferrari, scultore italiano († 1826)
- 8 giugno - Luigi Amat Malliano, generale italiano († 1807)
- 10 giugno - Guglielmo Batt, nobile inglese († 1812)
- 15 giugno - Maria Kristina Kiellström, svedese († 1798)
- 15 giugno - Semën Romanovič Voroncov, politico e diplomatico russo († 1832)
- 18 giugno - Henry Paget, I conte di Uxbridge, nobile britannico († 1812)
- 22 giugno - Johann Christian Polycarp Erxleben, biologo tedesco († 1777)
- 30 giugno - John Stuart, I marchese di Bute, nobile e diplomatico scozzese († 1814)

## Luglio(11)
- 4 luglio - Samuel Gottlieb Gmelin, botanico, ornitologo e esploratore tedesco († 1774)
- 4 luglio - Francesco Pietro Raccamarich, vescovo cattolico e nobile dalmata († 1815)
- 6 luglio - Gian Galeazzo Serbelloni, militare e nobile italiano († 1802)
- 6 luglio - Maria Giuseppina di Borbone-Spagna, principessa spagnola († 1801)
- 9 luglio - François-Guillaume Ménageot, pittore francese († 1816)
- 16 luglio - Heinrich Christian Boie, scrittore tedesco († 1806)
- 17 luglio - Elbridge Gerry, politico statunitense († 1814)
- 20 luglio - Henri Hamal, compositore belga († 1820)
- 26 luglio - Benedetto Naro, cardinale italiano († 1832)
- 29 luglio - Giulio Maria della Somaglia, cardinale italiano († 1830)
- 30 luglio - Angelo Banchero, pittore italiano († 1794)

## Agosto(13)
- 1º agosto - Melchiorre Delfico, filosofo, economista e numismatico italiano († 1835)
- 1º agosto - Jean-Baptiste de Lamarck, naturalista, zoologo e botanico francese († 1829)
- 9 agosto - Gaetano Brunetti, compositore e violinista spagnolo († 1798)
- 11 agosto - Tomás António Gonzaga, poeta portoghese († 1810)
- 15 agosto - Conrad Moench, botanico, farmacista e chimico tedesco († 1805)
- 15 agosto - Raffaele Mormile, arcivescovo cattolico italiano († 1813)
- 16 agosto - Pierre Méchain, astronomo francese († 1804)
- 17 agosto - Rocco Torricelli, pittore svizzero († 1832)
- 24 agosto - Giulio Bajamonti, musicista, medico e letterato italiano († 1800)
- 25 agosto - Johann Gottfried Herder, filosofo, teologo e letterato tedesco († 1803)
- 28 agosto - Federica Augusta Sofia di Anhalt-Bernburg, nobile tedesca († 1827)
- 28 agosto - Jean-Augustin Renard, architetto e decoratore francese († 1807)
- 31 agosto - John Houstoun, politico statunitense († 1796)

## Settembre(13)
- 2 settembre - Gaetano Fiorio, attore teatrale e commediografo italiano († 1807)
- 3 settembre - Ernst Ferdinand Klein, giurista tedesco († 1810)
- 4 settembre - Jean-Frédéric Perregaux, banchiere e politico svizzero († 1808)
- 5 settembre - Michel-François de LaGardette, gesuita francese († 1792)
- 15 settembre - Franz Kaspar Lieblein, botanico tedesco († 1810)
- 16 settembre - Fabrizio Ruffo, cardinale, politico e generale italiano († 1827)
- 17 settembre - Albemarle Bertie, IX conte di Lindsey, nobile e militare britannico († 1818)
- 21 settembre - Giacomo Quarenghi, architetto e pittore italiano († 1817)
- 22 settembre - Claude Fauchet, rivoluzionario francese († 1793)
- 25 settembre - Giuseppe Capecelatro, arcivescovo cattolico e politico italiano († 1836)
- 25 settembre - Federico Guglielmo II di Prussia, re († 1797)
- 28 settembre - Vincenzo Malacarne, anatomista e chirurgo italiano († 1816)
- 28 settembre - Charles Marsham, I conte di Romney, politico inglese († 1811)

## Ottobre(10)
- 1º ottobre - Tapping Reeve, giurista e insegnante statunitense († 1823)
- 4 ottobre - Hermanus Reijntjes, ammiraglio olandese († 1797)
- 10 ottobre - Michał Hieronim Radziwiłł, poeta polacco († 1831)
- 12 ottobre - Joseph de Croÿ d'Havré, politico e ufficiale francese († 1839)
- 13 ottobre - Mary Ludwig Hays McCauley, patriota statunitense († 1832)
- 13 ottobre - Pierre-Louis de La Rochefoucauld, vescovo cattolico francese († 1792)
- 16 ottobre - Henry Somerset, V duca di Beaufort, nobile inglese († 1803)
- 20 ottobre - Jean-François Demandolx, vescovo cattolico francese († 1817)
- 20 ottobre - Philippe-Isidore Picot de Lapeyrouse, naturalista e ornitologo francese († 1818)
- 27 ottobre - Mary Moser, pittrice inglese († 1819)

## Novembre(18)
- 1º novembre - Pierre Cacault, pittore e collezionista d'arte francese († 1810)
- 1º novembre - Maha Sura Singhanat, generale siamese († 1803)
- 3 novembre - Friedrich Ludwig Schröder, attore teatrale e drammaturgo tedesco († 1816)
- 4 novembre - Johann III Bernoulli, matematico svizzero († 1807)
- 5 novembre - Georges Félix de Wimpffen, generale francese († 1814)
- 6 novembre - Miguel Carlos José de Noronha e Abranches, cardinale portoghese († 1803)
- 9 novembre - Ferdinand von Hompesch zu Bolheim, tedesco († 1805)
- 10 novembre - Giuseppe Ippolito Gerbaix de Sonnaz d'Habères, generale italiano († 1827)
- 11 novembre - Gotthard Johann von Knorring, generale russo († 1825)
- 11 novembre - Francesco Antonio Grillo, vescovo cattolico italiano († 1804)
- 15 novembre - Claude Simon, vescovo cattolico francese († 1825)
- 20 novembre - Ferdinando Maria Saluzzo, cardinale e arcivescovo cattolico italiano († 1816)
- 22 novembre - Abigail Adams, first lady statunitense († 1818)
- 24 novembre - Alured Clarke, militare e politico britannico († 1832)
- 25 novembre - Félix de Avelar Brotero, medico e botanico portoghese († 1828)
- 26 novembre - Alexander Mebane, politico e generale statunitense († 1795)
- 30 novembre - Karl Ludwig von Knebel, scrittore, poeta e traduttore tedesco († 1834)
- 30 novembre - Pietro Pedroni, pittore italiano († 1803)

## Dicembre(14)
- 2 dicembre - Ramón Bayeu, pittore spagnolo († 1793)
- 5 dicembre - Giacomo Boselli, ceramista italiano († 1808)
- 6 dicembre - Cristiano Augusto di Waldeck e Pyrmont, generale († 1798)
- 7 dicembre - Laure-Auguste de Fitz-James, nobildonna francese († 1814)
- 8 dicembre - Pierre-Joseph Candeille, compositore e cantante lirico francese († 1827)
- 15 dicembre - Jean-François-Pierre Peyron, pittore francese († 1814)
- 15 dicembre - Christian Heigelin, banchiere e diplomatico tedesco († 1820)
- 19 dicembre - Carlo d'Assia-Kassel, principe († 1836)
- 21 dicembre - Anne Vallayer-Coster, pittrice francese († 1818)
- 21 dicembre - Leopolda di Savoia-Carignano, nobile italiano († 1807)
- 28 dicembre - Ernst Ludwig Julius von Lenthe, politico tedesco († 1814)
- 29 dicembre - Francesco Maria Colle, storico italiano († 1815)
- 29 dicembre - Anna Petrovna Šeremeteva, nobildonna russa († 1768)
- 31 dicembre - Edward Hand, generale, medico e politico irlandese († 1802)

## Senza giorno specificato(34)
- Manuel Acevedo, pittore spagnolo († 1800)
- Arthur Acheson, I conte di Gosford, nobile e politico irlandese († 1807)
- David Allan, pittore scozzese († 1796)
- André Barthélemy de Courcay, bibliotecario e numismatico francese († 1799)
- Micaela Bastidas, rivoluzionaria peruviana († 1781)
- Johann Wilhelm Becker, pittore, incisore e litografo tedesco († 1782)
- William Beckford di Somerley, imprenditore e scrittore giamaicano († 1799)
- Policarpo Cacherano d'Osasco, generale e politico italiano († 1824)
- Francesco Comelli, artigiano italiano († 1816)
- William Eden, I barone Auckland, politico inglese († 1814)
- Pietro Edwards, pittore e restauratore italiano († 1821)
- David Emanuel, politico statunitense († 1808)
- Gregorio Fierli, avvocato italiano († 1807)
- Agostino Gerli, architetto, decoratore e inventore italiano († 1821)
- Fëdor Gordeevič Gordeev, scultore russo († 1810)
- Giuseppe Grippa, scrittore e politico italiano
- Bruno de Heceta, navigatore spagnolo († 1807)
- Wybrand Hendriks, pittore olandese († 1831)
- Joseph Milner, presbitero britannico († 1797)
- Luigi Lante Montefeltro della Rovere, V duca di Bomarzo, nobile italiano († 1795)
- Charles Le Carpentier, scrittore e pittore francese († 1822)
- John Mathews, politico e avvocato statunitense († 1802)
- Ignacy Feliks Morawski, generale e politico lituano († 1790)
- Alberto Mucchiati, pittore italiano († 1828)
- Agostino Piella, militare italiano († 1821)
- John Runciman, pittore scozzese
- Aleksandr Nikolaevič Samojlov, politico e generale russo († 1814)
- Piat Joseph Sauvage, pittore francese († 1818)
- Aloys Paul Trabucco, medico italiano († 1782)
- Ekaterina Petrovna Trubeckaja, nobildonna russa († 1815)
- Ubashi Khan († 1774)
- Mariano Vasi, editore e imprenditore italiano
- Aleksandr Semënovič Vasil'čikov, nobile russo († 1813)
- Jean Daniel de Gambs, militare francese († 1823)